# Mari Jungstedt
Kerstin Mari Jungstedt (Estocolmo, 31 de octubre de 1962) es una escritora de novela negra y periodista sueca.

## Biografía
Trabajó como periodista en la Radio Pública Sueca y diez años en la Televisión Sueca, y presentó el talk show Förkväll en TV4.
Reside en Nacka, ciudad cercana a Estocolmo. Su exmarido es oriundo de Visby, en la Isla de Gotland, localidad donde pasaban los veranos y donde se desarrollan sus primeras novelas, protagonizadas por el inspector Anders Knutas y el periodista Johan Berg. Varias de sus novelas fueron filmadas para la televisión sueca.
En 2011 participó en el festival de novela negra de Barcelona "BCNegra", dedicado al género de la novela policíaca y de misterio.
Compagina su trabajo de escritora con el de embajadora de la ONG SOS Children Villages.
Junto al escritor e ilustrador noruego Ruben Eliassen comparte la autoría de una nueva serie ambientada en la comunidad nórdica que habita en las Islas Canarias, a partir de residir durante seis meses en Arguineguín. También se comenzó a adaptar esta serie de libros para la televisión sueca.

## Obras
En negrita figuran las obras publicadas en español.
- Nadie lo ha visto (Den du inte ser, 2003)[6]
- Nadie lo ha oído (I denna stilla natt, 2004)
- Nadie lo conoce (Den inre kretsen, 2005)
- El arte del asesino (Den döende dandyn, 2006)
- Un inquietante amanecer (I denna ljuva sommartid, 2007)
- La falsa sonrisa (Den mörka ängeln, 2008)
- Doble silencio (Den dubbla tystnaden, 2009)
- Un juego peligroso (Den farliga leken, 2010)
- La cuarta víctima (Det fjärde offret, 2011)
- El último acto (Den sista akten, 2012)
- No estás sola (Du går inte ensam, 2013)
- Las trampas del afecto (Den man älskar, 2014)
- Mar de nubes (En mörkare himmel, 2015). Coautor Ruben Eliassen[7]
- La cara oculta (Det andra ansiktet, 2016)
- Det förlovade landet (2017) Coautor Ruben Eliassen.
- Los senderos de la oscuridad (Ett mörker mitt ibland oss, 2018)
- No te pierdo de vista (Jag ser dig, 2019)
- Donde muere la luz (Där den sista lampan lyser, 2021)
- Antes de que lleguen las nubes (Innan molnen kommer, 2021)
- En el lado oscuro de la luna (Andra sidan månen, 2022)